# Новоукраинка (Костанайская область)
Новоукраинка (каз. Новоукраин) — упразднённое село в Фёдоровском районе Костанайской области Казахстана. Ликвидировано в 2009 году. Входило в состав Костряковского сельского округа. Код КАТО — 396847405.

## Население
В 1999 году население села составляло 148 человек (70 мужчин и 78 женщин). По данным переписи 2009 года в селе проживали 4 человека (2 мужчины и 2 женщины).